# Confederació Germànica
La Confederació Germànica (alemany: Deutscher Bund, lit. ‘Confederació Alemanya’) va ser una unió establerta el 1815 pel Congrés de Viena, va agrupar a 38 estats alemanys en una confederació d'estats sobirans sota la presidència de la Casa d'Àustria. Va succeir a la Confederació del Rin, creada el 1806 per Napoleó I en substitució del Sacre Imperi Romanogermànic.

## Antecedents
Després de la victòria de Napoleó Bonaparte sobre Francesc I d'Àustria i Alexandre I de Rússia a la batalla d'Austerlitz, el Tractat de Pressburg en va permetre la creació de la Confederació del Rin en va fixar la capital a Frankfurt. Més endavant als 16 estats inicials s'hi afegiren 23 estats més. La Confederació va acabar governant a més de 15 milions de ciutadans, fet que representava un gran coixí de protecció i un avantatge estratègic per al costat occidental de l'Imperi Francès. El 1814, quan la Invasió francesa de Rússia va fracassar, molts dels membres de la Confederació es van canviar de bàndol. Aquest fet en va propiciar el seu col·lapse i posterior desaparició.

## La confederació
La confederació es va crear per mantenir la seguretat dels múltiples petits estats del desaparegut Sacre Imperi Romanogermànic, segons es determinà en el Tractat de París de 1814, la Confederació no suposava cap concessió al creixent nacionalisme alemany, perquè aquest no és del gust de Viena. La formaren 38 estats sobirans: un imperi (Àustria), cinc regnes (Prússia, Baviera, Hannover, Saxònia i Württemberg), l'Electorat de Hessen, sis grans ducats, onze ducats, deu principats i quatre ciutats lliures (Frankfurt del Main, Hamburg, Bremen i Lübeck).
El seu òrgan de govern més important era la dieta de Frankfurt, que disposava d’un exèrcit de 300.000 soldats aportats pels estats integrants. La presidència honorífica corresponia a l'emperador d’Àustria. Hi participaven també el rei d’Holanda com a duc de Luxemburg, el de Dinamarca com a duc de Holstein, i el d’Anglaterra com a rei de Hannover. La presència de reis estrangers i que gran part d'Àustria i una part important de Prússia es trobessin fora del territori federal entrava en conflicte amb la demanda de creació d'un estat nació que progressivament anava guanyant terreny sota la influència del nacionalisme.

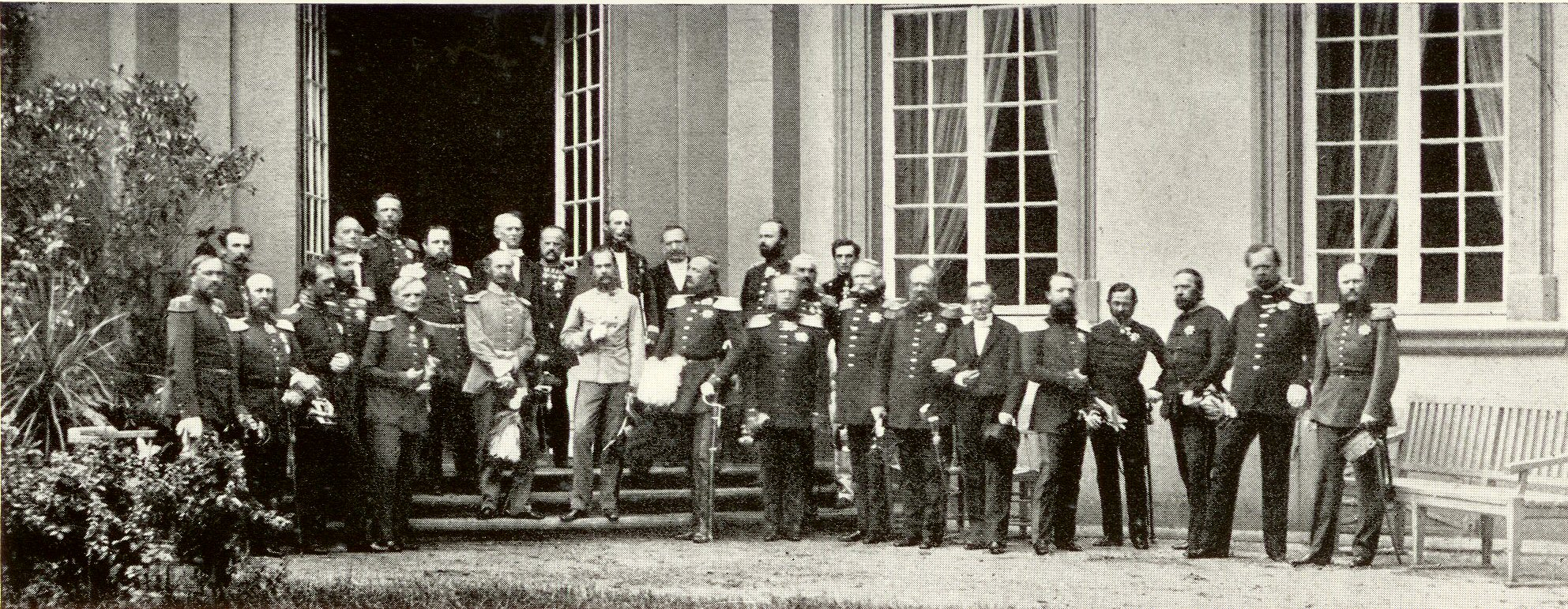
Monarques dels estats membres de la Confederació Germànica en la trobada de Frankfurt del Main el 1863

La Dieta, que no era un parlament de representants triats pel poble sinó un congrés de llegats amb seu a Frankfurt del Main, va ser la seva única entitat central, encara que el 1834 es va establir la Unió Duanera d'Alemanya i, amb això, es va crear un mercat intern unitari per a la majoria d'estats, però es va dissoldre el 1866, a causa del suport dels estats del sud a Àustria en la guerra Austro-Prussiana.
Mentre que el desenvolupament polític de la Confederació Alemanya es va caracteritzar en gran manera per tendències restauradores, la Revolució Industrial va provocar canvis econòmics i socials de gran abast. Al començament de la Confederació, a Alemanya el 90 per cent de la població vivia en el camp, amb algunes zones d'aglomeració industrial més antigues amb mètodes de producció més tradicionals i només existien unes poques fàbriques modernes. Al final de l'època, la indústria va ser clarament decisiva per al desenvolupament econòmic i va donar forma directa o indirecta a la societat. Els ferrocarrils van proporcionar l'impuls de creixement necessari a la Confederació. La creixent necessitat de transport va provocar l'expansió de la xarxa ferroviària, que al seu torn va augmentar la demanda de ferro i carbó, el creixement de la indústria siderúrgica i de l'enginyeria mecànica. El 1840 només hi havia 580 quilòmetres i el 1850 ja eren més de 7000 quilòmetres.
A les zones no industrialitzades la població no es va beneficiar dels nous desenvolupaments econòmics i l'enfonsament dels vells oficis i la crisi de l'artesania, amb excés de personal, van agreujar la misèria i les petites explotacions agrícoles predominaven, així que gran part dels treballadors de les fàbriques provenien d'aquests grups, i a la llarga la industrialització va suposar un empobriment per a moltes persones. la població va créixer de 21 milions de persones en 1815 a 34 milions en 1865, amb un perìode de transició demogràfica.
El 1848, les accions empreses per Dinamarca contra els ducats de Slesvig i Holstein van portar a la Primera Guerra de Schleswig entre Dinamarca i la Confederació Germànica quan les tropes prussianes, aliades amb altres Estats alemanys, i sota mandat de la Confederació Germànica, van ocupar el Schleswig el 23 d'abril però per pressions internacionals, Prússia va ser forçada a consentir que Dinamarca es quedés amb tots dos ducats.

### La Revolució de 1848
La Revolució de 1848, que a Alemanya van posar èmfasi en el pangermanisme, van demostrar el descontentament popular amb l'estructura política tradicional, en gran part autocràtica, dels trenta-nou estats independents de la Confederació en un procés que va començar a mitjans de la dècada de 1840. La classe mitjana estava compromesos amb els principis liberals, mentre que la classe treballadora buscava millores radicals en les seves condicions de treball i de vida.
La revolució s'estengué per Berlín i la família reial hagué d'abandonar la ciutat fins que pogué restituir l'exèrcit i esclafar la revolta, i després dels avalots de Berlín (15-18 de març), el rei Frederic Guillem IV de Prússia declarà el propòsit d'impulsar la reunificació alemanya i d'establir un règim parlamentari, però més tard, en vista de les victòries dels contrarevolucionaris austríacs, es limità a promulgar una constitució que mantenia gairebé intacta l'autoritat reial; l'actitud de Frederic Guillem IV fou imitada pels altres prínceps; mentrestant, l'estès desig d'una unificació alemanya aplegà a Frankfurt una assemblea nacional que redactà una constitució que prefigurava la de l'Imperi Alemany. El Parlament oferí la corona al rei prussià a canvi d'acceptar una constitució liberal a la qual el rei es negà i nomenà l'arxiduc Joan com a Regent del Regne.
Quan la classe mitjana i els components de la classe treballadora de la Revolució es van dividir, l'aristocràcia conservadora la va derrotar. Els liberals es van veure obligats a l'exili per escapar de la persecució política, on van passar a ser coneguts com a quaranta-vuit. Molts van emigrar als Estats Units, instal·lant-se de Wisconsin a Texas.

### Unió d'Erfurt
El Regne de Prússia va intentar en 1848 reemplaçar la Confederació Alemanya per la Unió d'Erfurt, que va tenir com a conseqüència la crisi de tardor de 1850 i l'Acord d'Olmütz entre Prússia i Àustria del 29 de novembre de 1850 va fer que Prússia va abandonés la Unió d'Erfurt acceptant el renaixement de la Confederació sota el lideratge austríac. El tractat va concloure la crisi de tardor de 1850 a Alemanya. La Confederació Alemanya es va activar novament en l'estiu de 1851 en la seva antiga forma.

## El final de la confederació
La Confederació només funcionava quan coincidien les posicions d'Àustria i Prússia, i després de la Guerra dels Ducats, el 1864 i d'acord amb el tractat de Viena que va posar fi a la guerra, el Ducat de Holstein va quedar sota domini d'Àustria, i els de Slesvig i Lauenburg sota el de Prússia, i això va desencadenar la Guerra de les Set Setmanes entre les dues potències germàniques.
Després del triomf prussià, la Pau de Praga del 23 d'agost de 1866, després del preliminar tractat de Nikolsburg del 21 de juliol, van posar fi a la guerra, sent indulgent amb l'Imperi Austríac, perquè Otto von Bismarck havia persuadit Guillem I que el fet de mantenir el lloc d'Àustria a Europa seria millor en el futur per a Prússia que aplicar represàlies. La Confederació Germànica va quedar dissolta i va ser substituïda l'any 1867 per la Federació Alemanya del Nord, dominada per Prússia, que va servir de preàmbul al gran Imperi Alemany.

## La confederació en l'himne alemany
La lletra de l'himne d'Alemanya diu: 
| «                  | (alemany) «Deutschland, Deutschland über alles, Über alles in der Welt, Wenn es stets zu Schutz und Trutze Brüderlich zusammenhält; Von der Maas bis an die Memel, von der Etsch bis an den Belt: Deutschland, Deutschland über alles, Über alles in der Welt!» | (català) «Alemanya, Alemanya sobretot, Sobre qualsevol cosa del món, Si sempre hi ha protecció i defenses Estigueu junts com a germans; De la Mosa al Memel, De l'Adige al Belt: Alemanya, Alemanya sobretot, Més que res al món!» | » |
| — Himne d'Alemanya | | |   |

(Des del riu Mosa fins al Memel, des del riu Adige fins al Belt: fa al·lusió a les fronteres dels 38 estats que componien la Confederació Germànica)

## Estats membres
1. Imperi Austríac
2. Regne de Baviera
3. Regne de Hannover
4. Regne de Prússia
5. Regne de Saxònia
6. Regne de Wurtemberg
7. Electorat de Hessen
8. Gran Ducat de Baden
9. Gran Ducat de Hessen-Darmstadt
10. Gran Ducat de Luxemburg

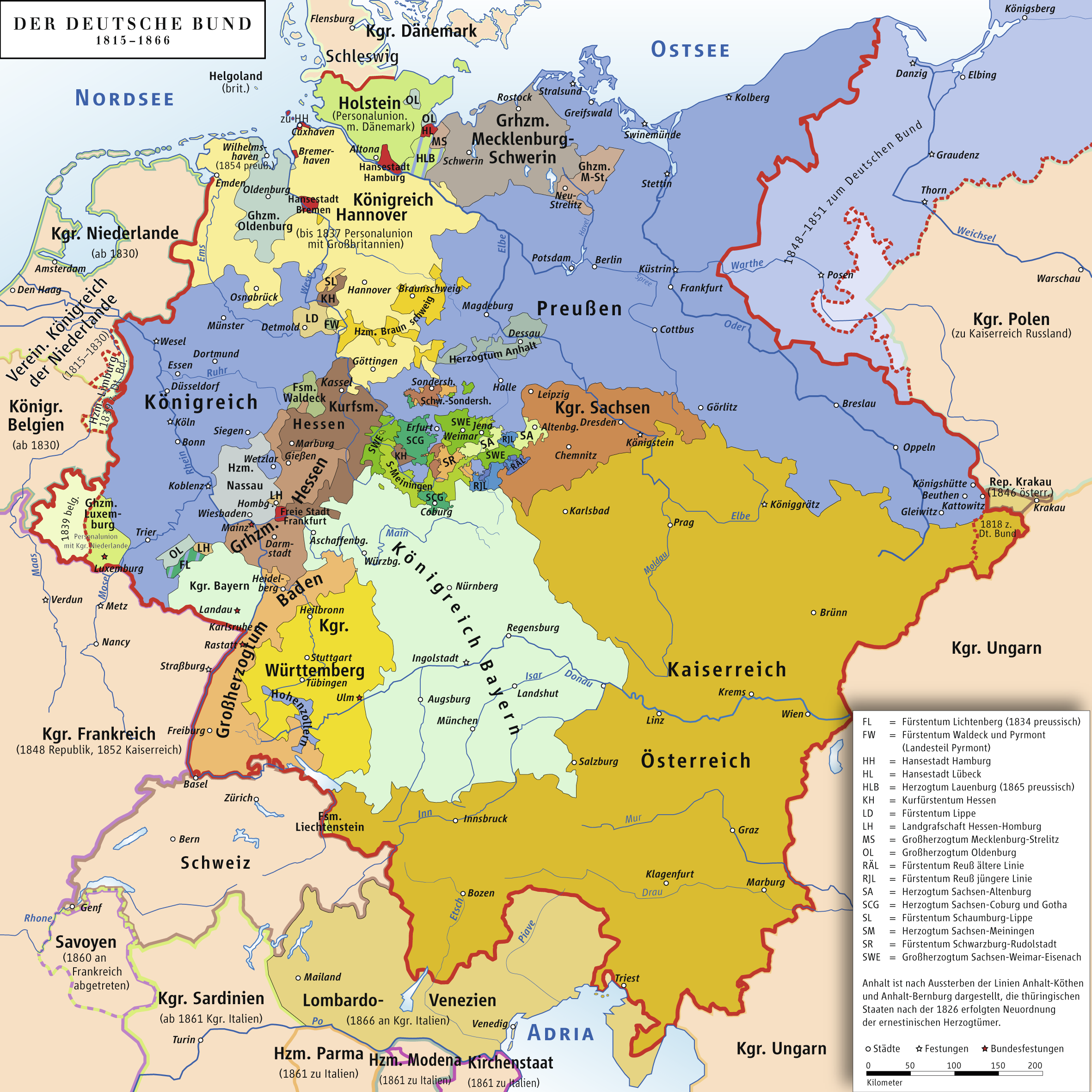
Estats de la Confederació Germànica

11. Gran Ducat de Mecklemburg-Schwerin
12. Gran Ducat de Mecklemburg-Strelitz
13. Gran Ducat de Saxònia-Weimar-Eisenach
14. Ducat d'Anhalt-Bernburg
15. Ducat d'Anhalt-Cöthen
16. Ducat d'Anhalt-Dessau
17. Ducat de Brunswick
18. Ducat de Holstein
19. Ducat de Nassau
20. Ducat d'Oldenbourg (Gran Ducat a partir de 1829)
21. Ducat de Saxònia-Altenburg
22. Ducat de Saxònia-Coburg-Gotha
23. Ducat de Saxònia-Hildburghausen
24. Ducat de Saxònia-Meiningen
25. Principat de Hohenzollern-Hechingen (fins a 1850)
26. Principat de Hohenzollern-Sigmaringen (fins a 1850)
27. Principat de Liechtenstein
28. Principat de Lippe
29. Principat de Reuss (línia més)
30. Principat de Reuss (línia menor)
31. Principat de Schaumburg-Lippe
32. Principat de Schwarzburg-Rudolstadt
33. Principat de Schwarzburg-Sondershausen
34. Principat de Waldeck-Pyrmont
35. Ciutat de Bremen
36. Ciutat de Frankfurt del Main
37. Ciutat d'Hamburg
38. Ciutat de Lübeck

Estats que es van unir a la Confederació més tard:
1. Landgraviat de Hessen-Homburg (a partir de 1817)
2. Ducat de Limburg (a partir de 1839)